# ثوم نقبي
الثوم النقبي (باللاتينية: Allium negevense) نوع نباتي عشبي يتبع جنس الثوم من الفصيلة الثومية.

## الموئل والانتشار
ينتشر في جنوب بلاد الشام.